# 丁公藤
丁公藤（学名：Erycibe obtusifolia）是旋花科丁公藤属的植物，为中国的特有植物。分布于中国大陆的沿海、广东等地，生长于海拔500米至1,200米的地区，见于山谷湿润密林中及路旁灌丛，目前尚未由人工引种栽培。

## 别名
麻辣仔藤（广东沿海） 斑鱼烈（广东）

## 种下等级
- Erycibe versatiliihirta C. Y. Ma